# アンクルホールド

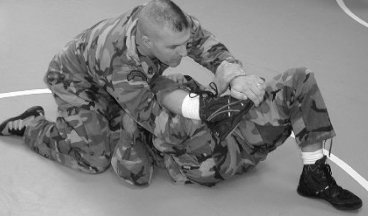
アンクルホールドの一種で内向きフィギュア4トーホールドの実演。

アンクルホールド（Ankle Hold）は、柔術、柔道、プロレス、ブラジリアン柔術、総合格闘技などで用いられる足首をひねる関節技である。別名はアンクル・ロック（Ankle Lock）、トウ・ホールド、トー・ホールド（Toe Hold）。日本名は足首固め（あしくびがため）。

## 概要
相手の足首を捻って極める技である。掛け方は様々な手法がある。いずれも、てこの原理を使う。ブラジリアン柔術で「内向き」 (internal rotation) と呼ばれる掛け方が試合で使われるのはほとんどで相手の左足首を相手から見て右回転に捻って極める。「外向き」 (external rotation) と呼ばれる掛け方は相手の左足首を相手から見て左回転に捻って極める。
両脚で相手の捻る脚や両脚を挟んだりするなどして捻る相手の脚の膝があまり動かないようにして極めないと極めづらい。格闘家の佐山聡は、相手の爪先を取るときはつかんでしまうと手首の許容範囲が狭くなるので引っ掛けるようにするとよい旨、述べている。
エスケープ方法としては爪先を捉えている相手の腕をもう一方の足で蹴り、技をほどいてから脚を抜く方法や、爪先が捻られる方向へと体ごと回転して、もう一方の足で相手の尻を蹴って脚を抜く方法が一般的である。ただし、後者は脚をまっすぐ伸ばしきるように極められた場合には効果はない。

## バリエーション

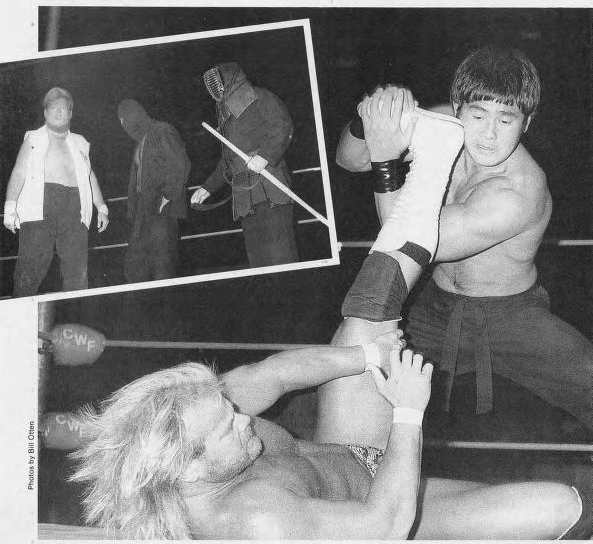
プロレスの試合でスティーブ・カーン（左下）に両手で爪先を持つ外向きアンクルホールドを仕掛ける武藤敬司（右上）。

両手で相手の爪先をとる方法もある。この方法は「内向き」は右手首を相手の内踝に当て支点とし、相手の左爪先を両手でとり、捻って極める。「外向き」は左手首を相手の踝に当て支点とし、相手の左爪先を両手でとり捻って極める。片手で相手の爪先を取り、もう一方の手で踵を持って捻る方法もある。
相手にバックにつかれた時に相手の右膝を床につかせ両手で相手の右爪先を取り、右肘を相手の右脛の骨の内側にあて、両手で相手の右爪先を持ち上げ自身の右腿から離し、相手の右膝に体重をかけてきめる内向きアンクルホールドもある。両手で持った足首は固定させたまま、右肘を押し下げる。

### フィギュア4トー・ホールド
フィギュア4トー・ホールド（フィギュアフォートー・ホールド）はフィギュア4という技術を使うアンクルホールド。ブラジリアン柔術で言うところの「内向き」は相手の左足首を両腕で胸に抱え込むように取り、相手の左爪先を右手でとり、左手で右手首をつかみ、左手首または左前腕を相手の内踝に当て支点とし、捻って極める。「外向き」は相手の左足首を両腕で胸に抱え込むように取り、相手の左爪先を左手でとり、右手で左手首をつかみ、右手首または右前腕を相手の踝に当て支点とし、捻って極める。別名足取緘（あしどりがらみ）。
プロレスラー金本浩二のオリジナル技で相手の両脚を変型裏4の字の状態（リバースのナガタロック状態）で固めてから極めるフィギュア4トーホールドもある。2009年のベスト・オブ・ザ・スーパージュニアから使用し続けている。
金本のオリジナル技には相手の片脚に自身の両脚を絡めて膝を極めた状態で、もう片方の足首を極める変形のフィギュア4トーホールドもある。
四つん這いの相手の左側について相手の足側を向いて左腕を左肩が隠れるぐらいまで相手の股間に前から深く入れ、左手で相手の左爪先を取り、右手で相手の右脹脛の上を通して自身の左手首を逆手で持ち、右手首で相手の右脹脛を抑えながら、左手首を持ち上げて右爪先を持ち上げる内向きフィギュア4トーホールドもある。格闘家の佐山聡は左腕を深く入れるのがポイントでそうしないときまらない、としている。

#### グレイプバイン・アンクル・ロック

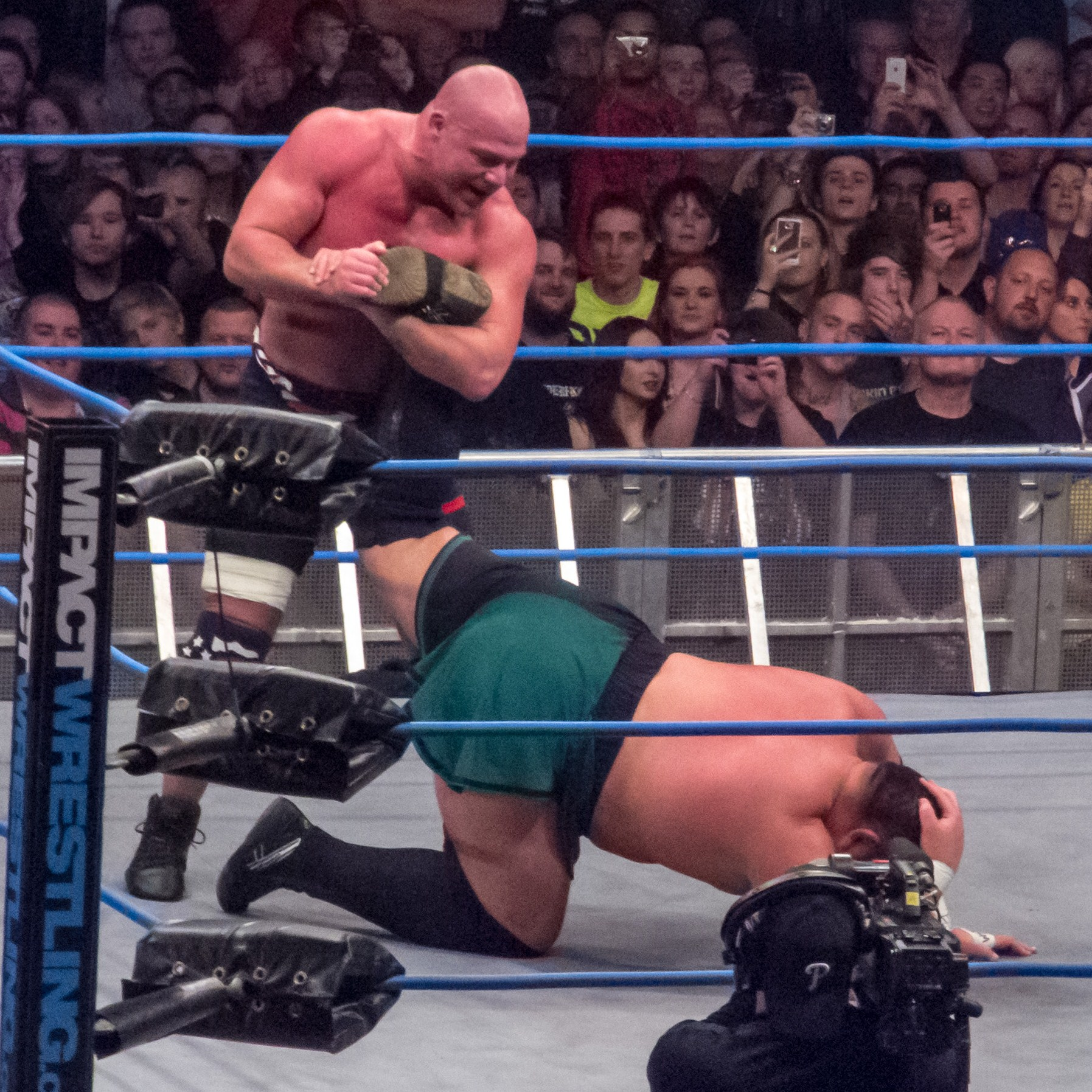
カート・アングルによるグレイプバイン・アンクル・ロック。

グレイプバイン・アンクル・ロックはプロレスでよく使われるフィギュア4トーホールド。自らは立ち姿勢で相手をうつ伏せに倒してから（もしくは相手が既に、うつ伏せの状態の時）相手の足首を両腕で胸に抱え込むように取り、上述の「内向き」のフィギュア4トーホールドで、相手の膝裏に自らの両腕で引っ張り込みながら、相手の足首を肩口付近に押し付けて自身の体重を乗せるように押し込み足首を極めることが多い。
返し方としては自身がとられている足と同じ方向（右足を攻められているなら右方向）へと回転するのが有効。技を仕掛ける側も自身の脚を絡めて回転されにくくすることがあるが、この場合は自身の自由が効かなくなるため、ロープエスケープされやすくなってしまう。特にアメリカではブドウの蔦に擬えて「グレイプバイン・アンクル・ロック」と呼ばれている。
日本での初公開は1989年、ヨーロッパ修行から凱旋した船木誠勝がドイツでミレ・ツルノから習得した技として使用。

### ニー・アンクル・ロック
ニー・アンクル・ロックはバックについた相手の右膝を床につかせ、左手で相手の右爪先を取り、左膝を相手の右脛の骨の内側にあて、相手の右爪先を持ち上げきめる内向きアンクルホールド。左膝は相手の右脛に直角にあてる。
四つん這いの相手の左側について、右手で相手の左爪先を取り、同時に右膝で相手の足首から膝までの1/3の位置を抑え、相手の左爪先を持ち上げ止め、右膝を押し下げ内向きに相手の左足首をひねってのニー・アンクル・ロックもある。左足裏や左脚で押し下げてもよい。格闘家の佐山聡は腕力できめるより右手は固定したまま右膝などで押し下げてきめるのが良い、としている。

### リバース・ニー・アンクル・ロック
リバース・ニー・アンクル・ロックはバックについた相手の右膝を床につかせ、左手で相手の右爪先を取り、左脚で相手の右脛をまたぎ、相手の右爪先を持ち上げ、左腿に近い左膝裏で相手の右脛を押し下げてきめる内向きアンクルホールド。。 
四つん這いの相手の頭側を向いて左側について、右脚を相手の股の間に踏み出し、右手で相手の左爪先を取り持ち上げ、右脚を相手の左脚に交差させ、右手で相手の左足を固定し、右膝を前方に倒しながら右腿で下げていくリバース・ニー・アンクル・ロックもある。

### ゴッチ・トー・ホールド

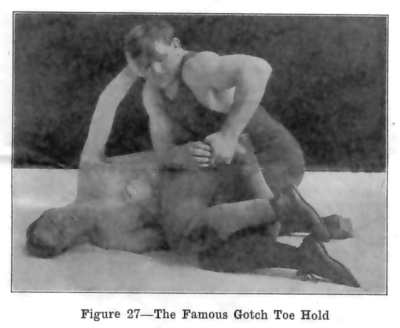
ゴッチ・トー・ホールドの実演。

ゴッチ・トー・ホールドは仰向けの相手の右膝を床につかせ、左膝裏を相手の右膝裏に当て、両手で相手の右爪先を取り、相手の右爪先を押して相手の右足首を捻ってきめる内向きアンクルホールド。

### 青木ロック
青木ロック（あおきロック、Aoki lock）は相手の右爪先をアキレス腱固めのように右腋の下でとらえて相手の右足首を捻る外向きアンクルホールド。青木真也、マイキー・ムスメシの得意技。

### エスティマ・ロック
エスティマ・ロック (Estima lock) は相手の左足裏を爪先を左側、踵を右側に自身の腹に当て、腹を曲げて相手の左足を固定し、右前腕の親指側を下から相手の左脛に当て右手で自身の左腕を掴み左手首か左手を相手の左脛に上からあてて持ち上げる様にして相手の左足首を捻る内向きアンクルホールド。相手の足首は持たないアンクルホールド。

### コークスクリュー
コークスクリュー (corkscrew) は左手首を相手の右脛内側に当て、右手首を相手の右足外側に当て、パーム・トゥ・パームで両掌を組んでの内向きアンクルホールド。

## 各格闘技

### 総合格闘技
総合格闘技では制限があることは少ない。
ヒール・ホールド、アキレス腱固め、膝十字固め等、他の足関節技からの連携としても柔軟に使用することができる。

### ブラジリアン柔術
ブラジリアン柔術では「トー・ホールド」と呼ばれ、「内向き」については国際ブラジリアン柔術連盟では17歳以下（正確には数え年の18歳以下）と紫帯、青帯、白帯では禁止技である。国際柔術連盟の寝技柔術（別名ブラジリアン柔術）では15歳以下では禁止技である。「外向き」についてはリバース・トーホールド (reverse toehold) とも呼ばれ、全年齢、全帯色で禁止技である。2021年から黒帯アダルトのノーギでは「外向き」についても使用できることとなった。

### 柔道
柔道ではフィギュア4トー・ホールドは「足取緘」と呼ばれる。足取緘を含むすべてのアンクルホールドは禁止するかどうかについては足首への関節技ということで足挫を含めて扱われた。禁止年については諸説ある。
1899年、大日本武徳会において大日本武徳会柔術試合審判規定を制定した際、書籍『柔道五十年』、『柔道必携 審判の巻』、『柔道大事典』によると禁止となる。一方、書籍『最新スポーツ大事典』によると禁止していなかった。1900年、講道館柔道審判規定を制定した際、書籍『柔道五十年』、『柔道必携 審判の巻』、『最新スポーツ大事典』、『詳解 柔道のルールと審判法』によると禁止となる。一方、書籍『柔道大意』、『柔道教範』によると禁止していなかった。1916年の改正では『柔道』誌によると禁止となる。一方、書籍『学校柔道』によると禁止されていなかった。1924年（大正13年）4月までに書籍『大日本武徳会武道専門学校一覧』によると武徳会で禁止に。1925年に書籍『新制柔道教科書』によると武徳会と講道館が協力して審判規定を同一に改正。肘以外の関節技が禁止技となった。

### プロレス
プロレスでもアンクルホールドは制限があることは少ない。アンクルホールドの中でもグレイプバイン・アンクル・ロックが良く用いられる。通常はスタンディングで仕掛けるが、ロープエスケープした相手をリング中央まで引きずり戻し、自ら倒れ込みながら膝十字固めとの併用で仕掛ける。グレイプバイン・アンクル・ロックは脱出不可能。

### その他
足関節技が認められているスポーツサンボ、柔術ファイティングシステムでも、この技は禁止技である。コンバットサンボでは禁止されていない。

## 豆知識

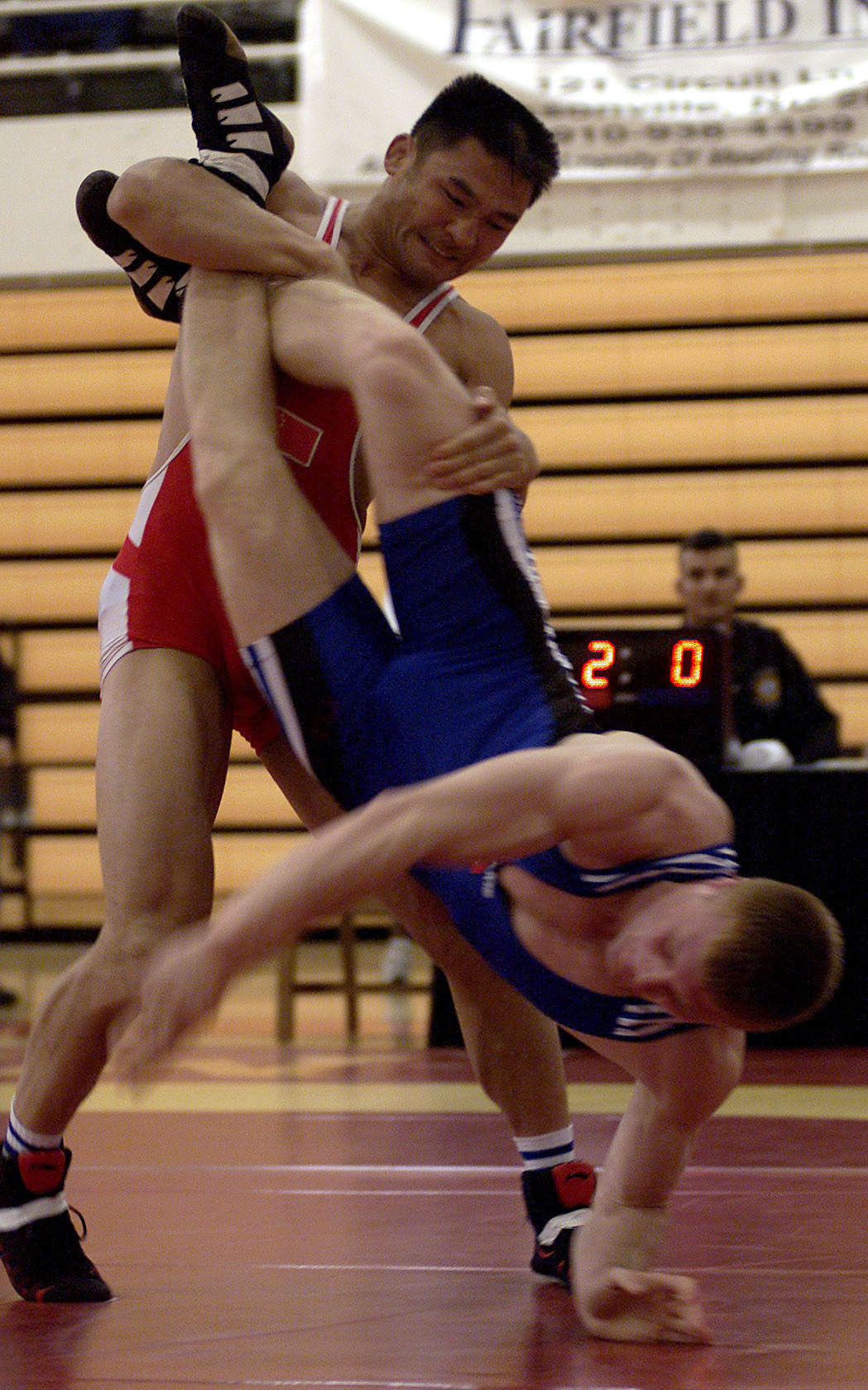
フリースタイルレスリングでのアンクルホールド。

同名の技術がレスリングのフリースタイルでも使用されているが別の技である。英語でレッグ・レース (Leg Lace) 、アンクル・レース (Ankle Lace) とも呼ばれるもので特徴は前述の技とは異なる。
レスリングでは相手の足首をクロスさせてがっちりと固めることで動きを封じて、そこからレスリングのアンクルホールドで相手を1回転させると2点を獲得できる。そのまま2回転以上してもポイントにはならず、1度別の技に移行して1点以上獲得すれば再び、有効になる。このように点が入ることから貴重な技術でもある。成功すると相手を瞬間的にフォールに近い状態にもっていくことができ、その後の攻撃に選択の幅ができる。てこの原理を使う。
また、「アンクル・ロック」 (Ankle Lock) というと日本以外ではアキレス腱固めも含める場合が多い。別名の「トー・ホールド」はヒールホールドの別名でもある。